# Підсусідки
Підсусідки — збірна назва різних категорій зубожілих селян в Україні 16—18 ст., які не мали власного господарства і жили в чужих дворах, «у сусідах». Взаємовідносини між підсусідками та їхніми господарями ґрунтувалися на усних договірних умовах. За користування житлом підсусідки відробляли в господарствах своїх хазяїв. Залежно від того, в чиїх дворах вони жили, підсусідки були панські, старшинські, монастирські, козацькі тощо. Підсусідками переважно ставала сільська біднота, кріпаки-втікачі, розорені та збіднілі селяни внаслідок стихійного лиха чи грабіжницьких нападів татар. Існували групи підсусідків, які мали свої двори, але були позбавлені орної землі або були неспроможні її обробляти. Інколи підсусідками ставали заможні козаки і міщани, які намагались уникнути сплати державних податків та відбуття військової служби. В 1734 підсусідків прирівняли до інших податних категорій населення. Після юридичного оформлення кріпацтва (царський указ від 3.5.1783) у Лівобережній і Слобідській Україні більшість підсусідків було закріпачено.